# Wang Yunwu
Wang Yun-wuu, cin. trad.: 王雲五; cin. sempl.: 王云五; PY: Wáng Yúnwǔ (Shanghai, 9 luglio 1888 – 5 aprile 1979), è stato un linguista e politico cinese.
Redattore capo della Commercial Press Ltd. di Shanghai negli anni '20 e ideatore del Metodo dei quattro angoli (cin. trad.: 四角號碼檢字法; cin. sempl.: 四角号码检字法; PY: Sìjiǎo hàomǎ jiǎnzìfǎ; GR: Syhjeau hawmaa jeantzyhfaa), usato in molti vocabolari cinesi come sistema di ricerca dei caratteri nonché per l'inserimento dei caratteri nei programmi di elaborazione testo.
Fu Ministro delle finanze della vecchia Repubblica di Cina nel 1948 e Vicepremier della nuova Repubblica di Cina (Taiwan) dal 1958 al 1963.